# Pinta (eiland)
Pinta (ook wel Isla Pinta) is het noordelijkste, relatief grote eiland van de Galapagoseilanden. Het eiland is vernoemd naar een van de drie schepen van waarmee Christoffel Columbus naar de Nieuwe Wereld zeilde, het karveel Pinta. Het eiland heeft een oppervlakte van 60 km² (ongeveer zo groot als Ameland). Het eiland is een schildvulkaan met een hoogste punt van 777 meter. Het eiland is in het zuidoosten en noorden overdekt met onbegroeide lava van uitbarstingen die honderden of duizenden jaren geleden plaatsvonden. De laatste uitbarsting vond plaats in 1928.

## Beschrijving
Het eiland zelf is niet toegankelijk voor toeristen. Er is wel duiktoerisme mogelijk in de buurt (Punta Neros). Het eiland is een natuurreservaat met een bijzondere flora en fauna met onder andere zeevogels waaronder zwaluwstaartmeeuwen verder galápagosbuizerds en zeeleguanen.

### Reuzenschildpadden

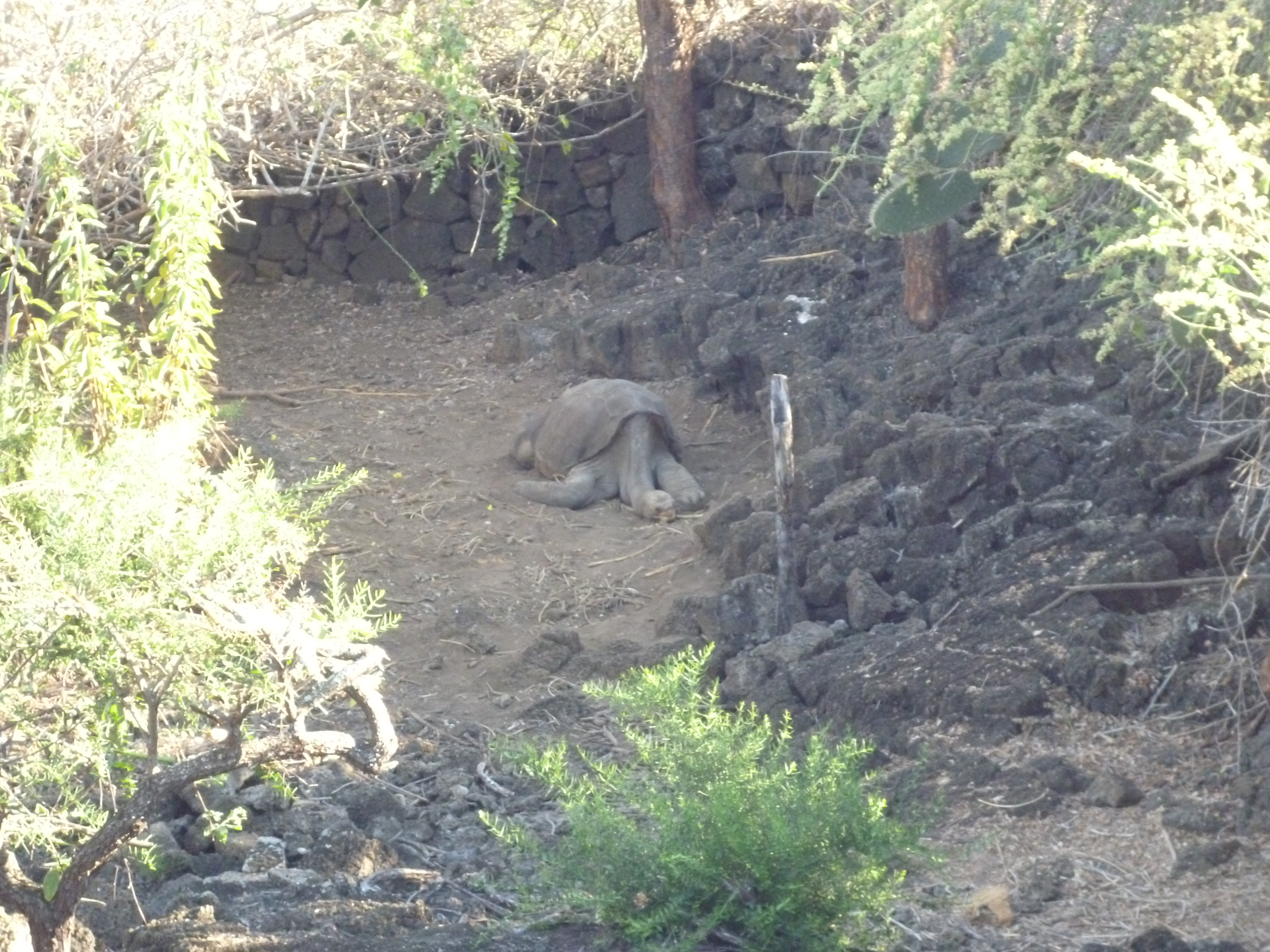
Lonesome George, de laatste reuzenschildpad van Pinta op 2 dec. 2011.

Op dit eiland kwam oorspronkelijk een inheemse Galápagosreuzenschildpad (Chelonoidis abingdonii) voor die uitstierf. Het laatste exemplaar werd Lonesome George genoemd. Het dier werd overgebracht naar het Charles Darwin Research Station op het eiland Santa Cruz waar hij op 24 juni 2012 op 102-jarige leeftijd stierf. Hiermee kwam een einde aan de grote populatie reuzenschildpadden die in de 19de eeuw Pinta bevolkte. Sinds 2010 wordt gepoogd door kweken en herintroductie de reuzenschildpadpopulatie te herstellen.

### Ecologisch herstel
Sinds de 19de eeuw heeft de mens een negatieve invloed gehad op de fauna van het eiland. Er werd gejaagd op zeeleeuwen en de reuzenschildpad werd uitgeroeid. In 1959 geiten losgelaten die zich snel vermenigvuldigden. Toen het gebied tot natuurreservaat werd verklaard, moesten de geiten weer worden verwijderd. Tussen 1971 en 1982 werden door middel van jacht 41.000 geiten gedood. In de jaren 1990 meende men dat het eiland vrij was van geiten, maar dit bleek onjuist. 
Tussen 1999 en 2003 werd de jacht hervat met vernieuwde technieken. Er werd gebruikgemaakt van zogenaamde judasgeiten om de laatst overgebleven geiten op te sporen en te doden.
De vegetatie kon zich weer herstellen toen de overbegrazing door de geiten ophield. Een paar typisch endemische planten bleken echter kwetsbaar geworden door dit snelle herstel. Waarschijnlijk zijn deze planten afhankelijk van open plekken in de vegetatie die ontstaan door de natuurlijke begrazing door reuzenschildpadden en de verspreiding van zaden via de uitwerpselen van de schildpadden. Deze belangrijke schakel uit het oorspronkelijke ecosysteem van het eiland ontbreekt nog.

## Bron
- Pinta. Galapagos Conservancy. Geraadpleegd op 20 april 2015.